# Brooklyn Horror Film Festival
Brooklyn Horror Film Festival é um festival de cinema anual do Brooklyn, Nova York. Foi fundado em 2016.

## Festivais por ano

### 2016
O primeiro festival anual aconteceu de 14 a 16 de outubro de 2016. O festival aconteceu em vários cinemas, incluindo o Wythe Hotel Cinema, o Videology, o Spectacle Theatre e o Syndicated Theatre.